# Solifugae
Os solífugos são invertebrados de oito patas que pertencem à ordem Solifugae, uma das ordens menores da Classe Arachnida, Subfilo Chelicerata, Filo Arthropoda, que inclui cerca de 900 espécies descritas, 67 conhecidas da América do Sul.
O nome Solifugae vem do latim e significa "os que fogem do sol". O nome não reflete/reflecte o conhecimento atual do grupo, muitas espécies são diurnas e crepusculares. As noturnas também não apresentam fotofobia e, ao contrário, são atraídas por luz artificial. Os solífugos são também conhecido com solpugídeos, também uma palavra latina de significado semelhante a Solifugae.
Aranha solar e escorpião do vento não são nomes comuns desses animais, e sim traduções literais de dois de seus nomes em inglês, sun spider e wind scorpion.

## Etimologia
O nome Solifugae vem do Latim e significa "os que fogem do Sol", mas, apesar de muitos aracnídeos deste grupo terem hábitos noturnos, existem alguns representantes com hábitos diurnos com maior atividade nos períodos mais quentes do dia, tornando-os conhecidas popularmente com nomes como aranha-do-sol. Outros nomes populares são atribuídos aos Solifugae como wind spiders devido à sua rapidez, mas são mais conhecidos como aranhas-camelo (camel spiders), isso porque a superfície dorsal da placa do prossoma possui a forma de arco.
Aranha-solar e escorpião-do-vento não são nomes comuns desses animais, e sim traduções literais de dois de seus nomes em inglês, sun spider e wind scorpion.

## Morfologia

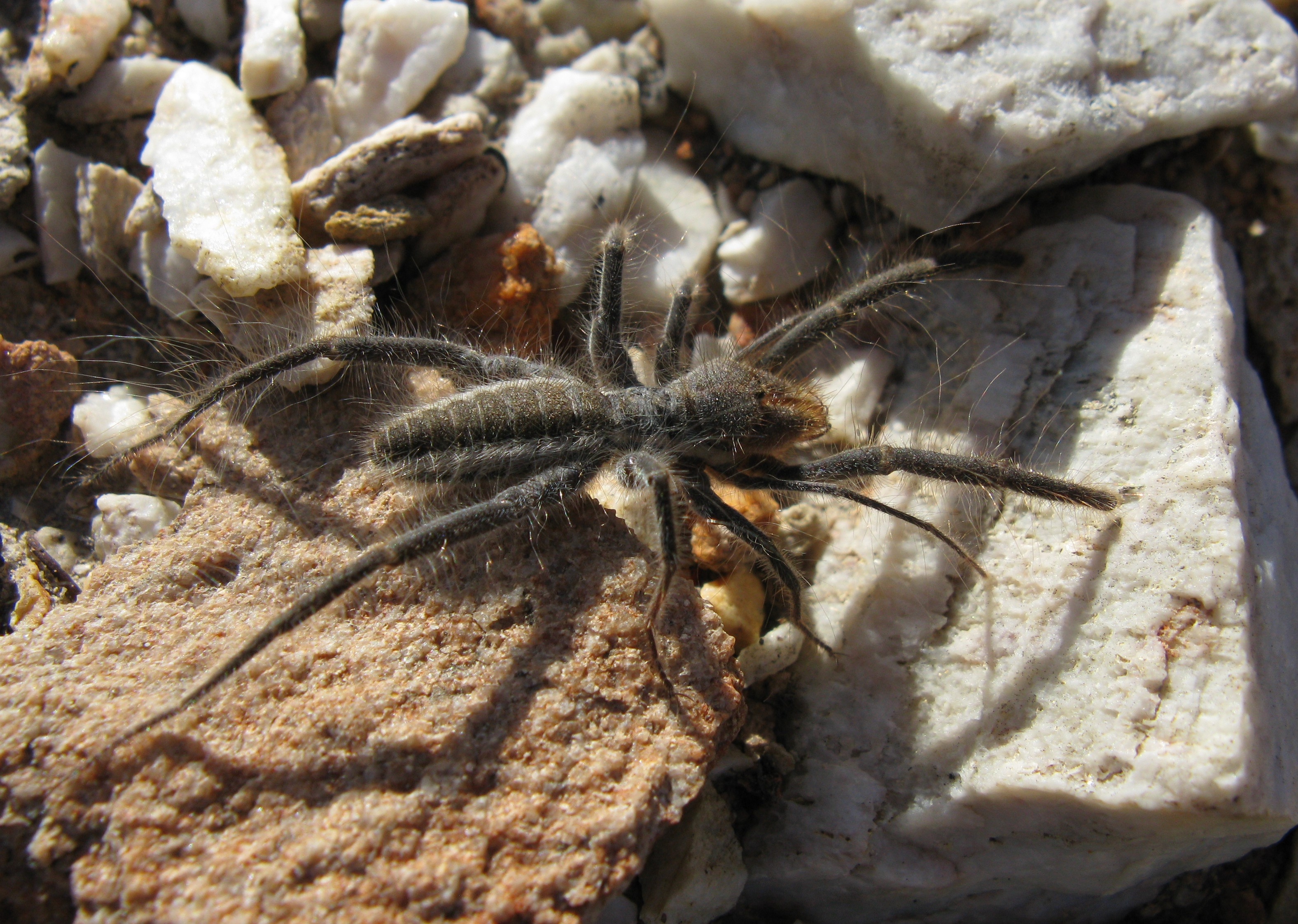
Um solfugid macho.

Os Solifugae possuem um corpo muito semelhante à maioria dos outros aracnídeos, com dois tagmas: prossoma e opistossoma; oito pernas. Essa apresenta algumas características marcantes como suas quelíceras maiores que o prossoma e pedipalpos semelhantes a pernas, possuindo um órgão adesivo, no final do último seguimento, para o auxilio na captura de suas presas. Outra característica muito marcante nessa ordem é que seus representantes não possuem glândulas de veneno. Seu tamanho corporal é consideravelmente pequeno, com algumas espécies podendo alcançar um comprimento de 7 cm.

### Prossoma
O prossoma desses animais é composto por oito segmentos que possuem a cabeça, quelíceras, pedipalpos e apêndices locomotores. Na superfície da placa dorsal da cabeça, possui forma de arco, na linha mediana da margem anterior a esta placa, estão localizados os olhos medianos. O prossoma é dividido em três escleritos (propeltidium, mesopeltidium e metapelpidium) que, aparentemente, correspondem à condição primitiva de Arachnida, ocorrendo, por exemplo, em Xiphosura e Schizomida (van der Hammen, 1985). Os olhos estão localizados na margem anterior do prossoma sobre o cômoro ocular (tubérculo).

### Quelíceras
Logo anteriormente aos olhos medianos, projeta-se um par de quelíceras robustas, que são posicionadas entre os segmentos basais dos pedipalpos. As quelíceras dos solífugos são consideradas as maiores quelíceras de entre os aracnídeos. E são divididas em duas partes: a porção maior, que forma a porção dorsal da quela fixa, e o segundo segmento, que é menor e móvel. Na maioria das vezes, as quelíceras desses aracnídeos possuem dentes, de tamanhos e números variados. Além das quelíceras serem estruturas utilizadas para captura e digestão do alimento, elas também são utilizadas para exibir um comportamento agressivo, como a estridulação (Cloudsley-Thompson, 1961).

### Pedipalpo
A maioria dos machos de Solífugos possui um flagelo, localizado na porção dorso-distal da quelícera, mas varia muito, dependendo do gênero/género e da espécie, este flagelo é formado na última ecdise, antes de o macho se tornar sexualmente maduro. A função deste flagelo ainda é questionada, uma das ideias é a de que o flagelo tenha alguma participação, no comportamento de acasalamento (Junqua, 1966), outra ideia é a de o flagelo ser uma estrutura de armazenamento e de libertação de secreções exócrinas.
Os pedipalpos são frequentemente formados por seis segmentos e possuem uma forma alongada assemelhando-se a uma perna. O segmento distal dos pedipalpos possui muitas cerdas associadas, que servem como órgãos táteis/tácteis. As coxas dos pedipalpos são providas de gnathobases que auxiliam na digestão do alimento. Os pedipalpos também possuem um órgão adesivo, na ponta do último segmento, que auxilia a captura das presas (Rower, 1934, 1954; Cloudsley-Thompson, 1954).

### Apêndices locomotores
O primeiro par de pernas é delgado e, geralmente, não possui garras, e são muito utilizadas, como estrutura sensorial tátil/táctil (Manton, 1977; Van der Hammen, 1985). As coxas do primeiro par de pernas estão posicionadas junto às maxilas e ao estreito sulco do esterno, na superfície ventral da cabeça. Os demais pares de pernas locomotoras situam-se na porção ventral do quarto par de pernas, onde há estruturas sensoriais, chamadas malleoli (do latim: pequeno martelo) ou órgão raquete (por assemelhar-se a uma raquete de tênis/ténis).

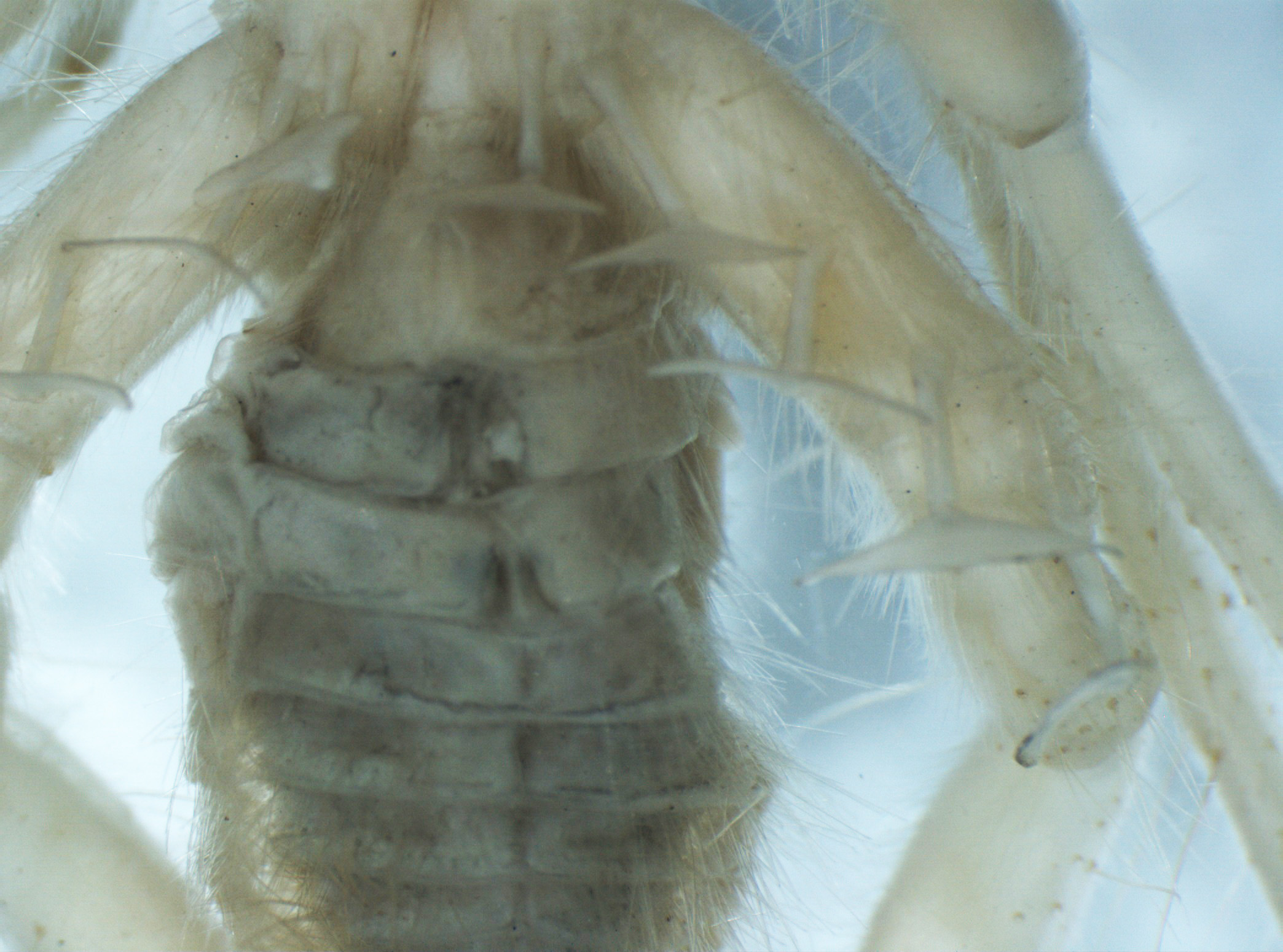
Órgãos de malleoli de Uspallata sp.

A função desta estrutura ainda não é bem conhecida, mas acredita-se que ela detete/detecte vibrações no solo. Em geral, os órgãos raquetes estão dispostos da seguinte forma: dois, na parte ventral da coxa, dois, na parte proximal do trocanter, e um, na parte distal do trocanter.

### Opistossoma
O opistossoma (abdômen/abdómen) é oval e composto por dez segmentos, com uma abertura genital (gonóporo), localizada na superfície ventral do primeiro segmento abdominal. A abertura genital é delimitada por duas placas genitais (opérculo genital), sendo esta uma das diferenças entre os sexos.
Diferente de outros aracnídeos, como os latigástricos, o opistossoma não possui um pedicelo que o separe do prossoma; ao invés disso, os Solifugae possuem um diafragma, que separa os dois tagmas. Os pares de estigmas estão localizados na região ventral do segundo e terceiro segmentos abdominais.

## Biologia

### Habitat e Microhabitat
Os solífugos ocupam regiões quentes e secas (desertos, savanas, estepes, pampas). São típicos da fauna dos desertos do Saara e Kalahari, Ásia Menor, Irã/Irão, Iraque, estepes do Turquestão e Mongólia, México, Texas, Flórida/Florida, Andes, deserto de Atacama, no Chile, Argentina. Também ocorrem no Vietnã/Vietname, Ilhas Molucas, Europa Mediterrânea e Brasil. São completamente ausentes na Austrália e em Madagáscar, e também em regiões temperadas. Abrigam-se sob pedras, cavidades preexistentes, como tábuas, telhas, ou buracos cavados por eles mesmos.

### Comportamento

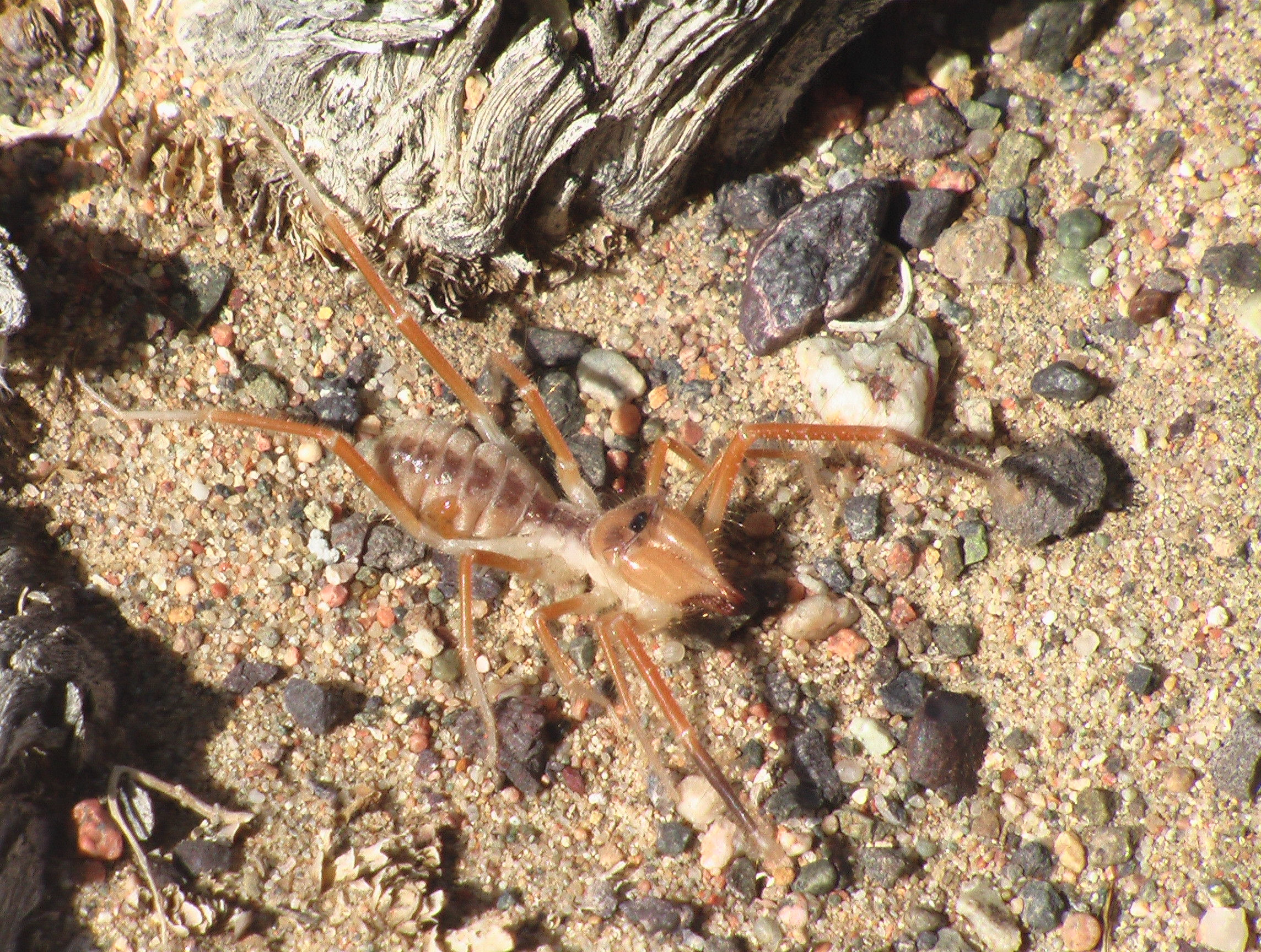
Solífugo no deserto de Gobi (Mongólia).

O nome de alguns gêneros/géneros como Ammotrecha Banks, 1900 (vem do Grego, "corredor da areia") e Eremobates Banks, 1900 (também do Grego, andarilho dos desertos") refletem/reflectem as suas preferências. Existem muitas espécies diurnas e crepusculares, além das espécies noturnas/nocturnas, que são atraídas por luz artificial. Algumas espécies podem entrar em cidades e até em habitações, como por exemplo Mummucia variegata (Gervais, 1849) em Santiago do Chile, Gluvia dorsalis (Latreille, 1837) em Madri/Madrid ou a espécie de Galeodes Olivier 1791 que circulavam entre as tropas americanas no Oriente Médio. 
A maioria das espécies corre muito rapidamente, com movimentos bruscos, o que torna sua captura uma tarefa muito difícil. Podem escalar árvores e muros até vários metros de altura. Alguns podem subir mesmo em placas de vidro, devido aos órgãos adesivos dos pedipalpos. Algumas espécies africanas, porém, andam lentamente sobre a areia.
Espécies de grande porte podem ser agressivas e assumem uma postura com o prossoma elevado, as quelíceras abertas e produzindo ruídos para intimidação de um inimigo em potencial. Podem morder o homem, e a mordida é bastante dolorosa, graças à robustez das quelíceras, porém não possuem qualquer tipo de peçonha/veneno.

### Alimentação
Os solífugos, como, de maneira geral, os aracnídeos, são predadores e comem suas presas vivas. Geralmente, o corpo fica bastante dilatado após a alimentação, devido à grande quantidade de alimento que normalmente é ingerida. Os solífugos alimentam-se de outros artrópodes, por exemplo de cupim/térmitas, e as espécies maiores alimentam-se de sapos, lagartos, pequenas serpentes e pássaros. As presas são capturadas com auxílio das quelíceras e pedipalpos, e, com estes, especialmente as gnatobases dos pedipalpos, são trituradas. A seguir, são diluídas, em suco digestivo regurgitado, e o líquido resultante é aspirado. As suas mandíbulas, que, normalmente, alcançam os 8 centímetros de comprimento, são as maiores mandíbulas, no que concerne à proporção, em relação ao tamanho do corpo de um animal.

### Reprodução
Os caracteres sexuais secundários são pouco evidentes. Os machos são um pouco mais delgados e possuem flagelo queliceral. A cópula é rápida e violenta. O macho imobiliza a fêmea que fica letárgica, massaja seu opistossoma e abre seu orifício genital com as quelíceras. A seguir ele emite uma massa espermática sobre a terra, pega-a com as quelíceras e a introduz no orifício genital feminino. De seguida, o macho foge, geralmente perseguido pela fêmea. A fêmea fecundada enterra-se e põe uma massa com 50 a 200 ovos. Não há registros/registos de cuidado parental.

## Classificação
A Ordem Solifugae é tradicionalmente relacionada com a Ordem Pseudoscorpiones, em análises filogenéticas baseadas em dados morfológicos, entretanto atualmente/actualmente evidências moleculares separam essas duas ordens. A ordem Solifugae possui mais de 900 espécies descritas, distribuídas por 13 famílias (El-Hennawy, 1990). 
A classificação dos solifugos é basicamente feita com base em caracteres morfológicos, como por exemplo, posição do ânus, terminal ou ventral; segmentos tarsais; quantidade de espinhos na garra tarsal das pernas II e IV; presença ou ausência de garra tarsal na perna; etc.

### Famílias
- Ammotrechidae
- Ceromidae
- Daesiidae
- Eremobatidae
- Galeodidae
- Gylippidae
- Hexisopodidae
- Karschiidae
- Melanobloossidae
- Mummuciidae
- Rhagodidae
- Solpugidae